# Okręg wyborczy Hamilton
Okręg wyborczy Hamilton powstał w 1918 r. i wysyłał do brytyjskiej Izby Gmin jednego deputowanego. Okręg został zlikwidowany w 1997 r.

## Deputowani do brytyjskiej Izby Gmin z okręgu Hamilton
- 1918–1943: Duncan Graham, Partia Pracy
- 1943–1967: Tom Fraser, Partia Pracy
- 1967–1970: Winnie Ewing, Szkocka Partia Narodowa
- 1970–1978: Alexander Wilson, Partia Pracy
- 1978–1997: George Robertson, Partia Pracy